# OpenBazaar
OpenBazaar é um projeto de código aberto que desenvolve um protocolo para transações de comércio eletrônico em um marketplace completamente descentralizado. Ele utiliza criptomoedas como forma de pagamento e foi inspirado em um projeto de hackathon chamado DarkMarket.

## História
Em abril de 2014, em um hackathon em Toronto, Amir Talai, programador e entusiasta de Bitcoin, acompanhado de uma equipe de outros desenvolvedores, criou o protótipo de um marketplace descentralizado, chamado de "DarkMarket". O DarkMarket foi desenvolvido como uma prova de conceito em resposta ao fechamento do mercado darknet Silk Road em outubro de 2013. Taaki comparou as melhorias do Darkmarket em relação à Silk Road às melhorias do BitTorrent em relação ao Napster.
Após o DarkMarket ter sido revelado no hackathon, o desenvolvedor Brian Hoffmann entrou em contato com a equipe para tentar ajudar com o projeto, mas descobriu que Taaki não tinha mais planos de continuar o seu desenvolvimento. Ele então bifurcou o projeto e passou a chamá-lo de"OpenBazaar". O OpenBazaar, assim como o DarkMarket, foi inicialmente licenciado sob a licença GNU AGPLv3, mas após uma discussão com os desenvolvedores, ele foi relicenciado sob a licença MIT em 8 de setembro de 2014. Em 2015, a equipe de desenvolvimento do OpenBazaar começou a reconstruir completamente o código base, sem deixar remanescentes do código original do DarkMarket, e fez seu primeiro lançamento do software em 4 de abril de 2016. A versão 2.0 do software foi lançada em 1º de novembro de 2017 e incluiu uma grande reformulação do sistema, assim como melhorias na experiência do usuário.
Em junho de 2015, os desenvolvedores mais ativos do OpenBazaar receberam um financiamento para formar uma companhia chamada OB1, para continuar melhorando o protocolo OpenBazaar. Em dezembro de 2016, o projeto recebeu 3 milhões de dólares em financiamento de empresas de capital de risco e investidores, somando um investimento total de 4 milhões de dólares no projeto.
Em uma entrevista ao site Bitcoinist.net, Sam Patterson, COO do OB1, explicou os objetivos por trás do lançamento do OpenBazaar: "Os marketplaces centralizados atuais como a Amazon e o eBay tiveram décadas para construir uma suíte impressionante de funcionalidades para seus usuários. Nosso primeiro lançamento tem as vantagens de ter 0% de taxas e de usar o Bitcoin, mas ainda levará bastante tempo até termos tantas funcionalidades quanto as grandes plataformas."

## Design
O OpenBazaar foi desenvolvido utilizando diversas tecnologias já existentes. As transações entre os usuários são construídas como contratos Ricardianos e cada passo da troca é assinado criptograficamente. Isso garante a autenticidade dos dados, previne tampering com os contratos e permite a existência de arbitragem, caso surgir uma disputa entre o comprador e o vendedor. A custódia se dá através de um sistema de múltiplas assinaturas. Estas 'transações moderadas' são uma assinatura múltipla 2-de-3, na qual o comprador, o vendedor e um terceiro de confiança possuem uma chave. Os pagametnos são realizados utilizando-se criptomoedas. Inicialmente somente Bitcoin era suportado para o envio e recebimento de pagamentos. No final de 2016 o serviço ShapeShift foi integrado à plataforma, permitindo enviar pagamentos em diversas outras criptomoedas. Em Janeiro de 2018, foi adicionado suporte às moedas Bitcoin Cash e Zcash, permitindo que compradores e vendedores pudessem realizar transações diretas com essas moedas, evitando as taxas de transação relativamente altas da rede bitcoin na época.
A rede do OpenBazaar baseia-se no InterPlanetary File System (IPFS) para garantir a distribuição dos dados, e desde fevereiro de 2017 ela também suporta integração com o Tor.